# Castelo de Nijō
| Imagem: Monumentos Históricos da Antiga Quioto | O Castelo de Nijō está incluido no sítio "Monumentos Históricos da Antiga Quioto", Património Mundial da UNESCO. |  |

O Nijō-jō ou castelo de Nijō (二条城, Nijō-jō) situa-se em Quioto, Japão. Foi Tokugawa Ieyasu que o mandou construir em 1603. É constituído por dois círculos concêntricos de fortificações contendo dois palácios, o Palácio Ninomaru (二の丸) e o Palácio Honmaru (本丸), diversos edifícios de apoio e vários jardins. Cobre uma área total de 275 mil metros quadrados da qual oito mil metros quadrados de construções.